# RAISE A FIST
『RAISE A FIST』（レイズ・ア・フィスト）は、2016年1月6日、Beingから発売されたKNOCK OUT MONKEYのミニ・アルバム。

## 概要
初回盤のみ、東京・新木場STUDIO COASTで行った全国ツアー「TOUR 2015 "Mr. Foundation"」のファイナルの模様と同ツアーのドキュメントを収録したDVD付き。

## 批評
激ロックの山本真由は「疾走感たっぷりのパンキッシュなナンバーもあれば、dEnkAのテクニカルなギター・フレーズが冴え渡るハード・ロッキンなナンバー、ゴキゲンなパーティー・ロック・ナンバーもあり…と、多彩なアプローチで暴れまわり、ラウドな曲もポップな曲も、挑発的でポジティヴなノクモン節満載のリリックで爽快に歌い上げ、聴く者をたちまち惹き込んでしまう」と評した。

## 収録曲

### CD
全曲　作詞：w-shun　作曲：KNOCK OUT MONKEY　編曲：大島こうすけ・KNOCK OUT MONKEY
1. GOAL
2. Flowers
3. OH, NO
4. A live
5. For the future
6. Walk

### DVD
1枚目
1. RIOT
2. If you fly
3. TODAY
4. Take you
5. Priority
6. 実りある日々
7. Greed
8. Climber
9. Gun shot
10. Scream & Shout
11. 街
12. MOON
13. Bite
14. How long?
15. Paint it Out!!!!
16. Wonderful Life
17. Our World
18. Flight
19. Eyes

2枚目
1. TOUR 2015 Documentary